# Villa Berthet

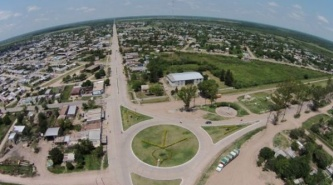
Una mirada distinta de Villa Berthet - Chaco

Villa Berthet es un municipio y localidad ubicado en el sudoeste de la provincia del Chaco, Argentina, cabecera del departamento San Lorenzo.  Se la apoda el Diamante Chaqueño, por la gran cantidad de fábricas que formaron el desarrollo del pueblo. 

## Historia
- 1926, Fernando Cutiellos recibe la concesión fiscal del Lote 14, cuya productos se vendían a la "Cía. La Francia Argentina”. Ésta adquiere de "La Forestal" 6 ha de terreno en el Lote 4, para playa maderera y depósito. Y acuerdan con "La Forestal" construir una vía férrea desde la "Estación de Haumonia" hasta la playa maderera.
- 8 de junio de 1927, primer tren con maderas de dichas playas. Los trabajadores de este obraje construyen sus viviendas alrededor de dicha playa, (serían los cimientos de Villa Berthet)
- 13 de noviembre de 1931, 1.ª Comisión de Fomento.

## Geografía
Villa Berthet se halla dentro de la zona subtropical con estación seca invernal.
Las precipitaciones se concentran más en el verano con un promedio anual de alrededor de 900mm anuales.
La temperatura media anual como en toda la provincia es alrededor de 20 °C. En verano una media de 27 °C y en invierno una media de 14 °C.
Los vientos predominantes son del N, del NE, del SE y del S.
El tipo climático local es semitropical continental.  

## Vías de comunicación
Sus principales vías de acceso lo constituyen las rutas provinciales 4 y 6. La ruta Provincial 4 la comunica por asfalto al sur con Samuhú y al norte con Quitilipi. La ruta Provincial 6 por su parte la enlaza al oeste por asfalto con San Bernardo y Las Breñas, y al este (camino terrado) con Haumonia.

## Población
Su población era de 8,805 habitantes (Indec, 2001), lo que representa un crecimiento del 58,6% frente a los 5,552 habitantes (Indec, 1991) del censo anterior. En el municipio el total ascendía a los 12,591 habitantes (Indec, 2010).

## Parroquias de la Iglesia católica en Villa Berthet
| Diócesis  | San Roque de Presidencia Roque Sáenz Peña |
| --------- | ----------------------------------------- |
| Parroquia | Nuestra Señora del Carmen                 |

Iglesia de Jesucristo
Iglesia de Dios Barrio Juan Diego 
Iglesia de Dios Belgrano 658